# سید احمد زرهانی
سید احمد زرهانی (زادهٔ ۱ خرداد ۱۳۳۲ دزفول) سیاستمدار، مدرس دانشگاه و نویسنده ایرانی است.
زرهانی دانش‌آموخته کارشناسی زبان و ادبیات فارسی از دانشگاه تهران و کارشناسی ارشد و دکتری مدیریت بازرگانی از دانشگاه آزاد اسلامی می‌باشد. وی در فاصله سالهای ۱۳۵۹ تا ۱۳۶۳ در دوره نخست مجلس شورای اسلامی، به‌عنوان نماینده دزفول، در مجلس حضور داشت. از ۱۳۶۳ تا ۱۳۷۱ به‌عنوان معاونت پرورشی وزیر آموزش و پرورش و از ۱۳۷۶ تا ۱۳۷۸ معاونت پشتیبانی این وزارتخانه را برعهده داشت. زرهانی در فاصله سالهای ۱۳۸۲ تا ۱۳۸۵ به‌عنوان معاون وزیر فرهنگ و ارشاد اسلامی و رئیس سازمان حج و زیارت فعالیت می‌کرد. وی از دی‌ماه سال ۱۳۹۸ با حکم محسن قرائتی، قائم‌مقام ستاد اقامه نماز می‌باشد.

## زندگی‌نامه
سید احمد زرهانی در سال ۱۳۳۲ در شهر دزفول زاده شد. او دوران تحصیل متوسطه خود را در دزفول به پایان رساند. پس از اتمام دوران سربازی و فارغ‌التحصیلی از دانشسرای اهواز به عنوان معلم در دبیرستان‌های دزفول مشغول به کار شد. وی در سالهای پیش از انقلاب به فعالیت علیه رژیم پهلوی پرداخت و به ساماندهی گروه‌های چریکی و مبارزاتی مشغول شد. پس از وقوع انقلاب ۱۳۵۷، به‌عنوان اولین نماینده دزفول در مجلس شورای اسلامی انتخاب شد. او در سال ۱۳۵۹ ازدواج کرده و دارای چهار فرزند می‌باشد.

## تحصیلات
پس از پایان دوره کارشناسی زبان و ادبیات فارسی در دانشگاه تهران، وی مقطع کارشناسی ارشد خود را در رشته مدیریت ادامه داد. زرهانی دارای مدرک دکترای مدیریت بازرگانی از دانشگاه آزاد اسلامی می‌باشد. او هم‌اکنون مدیر مسوول فصلنامه مطالعات تقریبی مذاهب اسلامی (فروغ وحدت) است.

## مسئولیت‌های اجرایی
زرهانی پس از اتمام اولین دوره مجلس با حمایت کاظم اکرمی، به وزارت آموزش و پرورش رفت و از سال ۱۳۶۳ تا ۱۳۷۱ به عنوان معاونت پرورشی این وزارتخانه فعالیت کرد. در دوران وزارت محمدعلی نجفی در دولت هاشمی رفسنجانی وی به عنوان قائم‌مقام وزیر در انجمن اولیا و مربیان و سپس به عنوان معاون مشارکت‌های مردمی و مدارس غیرانتفاعی فعالیت کرد. در روزهای آخر دولت هاشمی، محمدعلی نجفی مجدداً وی را به سمت معاون پرورشی این وزارتخانه منصوب کرد. در کابینه اول خاتمی و در دوران وزارت حسین مظفر وی حدود دو سال به عنوان معاون پشتیبانی وزارت آموزش و پرورش دارای مسئولیت بود.
زرهانی از سال ۱۳۸۲ تا ۱۳۸۵ به عنوان معاون وزیر فرهنگ و ارشاد اسلامی و رئیس سازمان حج و زیارت مشغول به فعالیت بوده است. او همچنین معاون و قائم مقام ریاست دانشگاه مذاهب اسلامی را برعهده داشته است. وی هم چنین تا سال ۱۳۹۷ به عنوان رئیس سازمان سما دانشگاه آزاد اسلامی مشغول فعالیت بود.
وی هم‌اکنون با حکم محسن قرائتی، رئیس ستاد اقامه نماز با عنوان قائم مقامی این ستاد از سال ۱۳۹۸ مشغول به خدمت می‌باشد.

## تالیفات
زرهانی غیر از فعالیت‌های اجرایی و سیاسی، به عنوان شاعر و نویسنده نیز فعالیت می‌کند. کتاب «به سوی روشنایی» که خاطرات او در سالهای انقلاب است، توسط مرکز اسناد انقلاب اسلامی و به همت رضا کاید خورده، منتشر شده است. لیست برخی آثار و کتاب‌های زرهانی عبارتند از:
| نام کتاب                                 | انتشارات و سال نشر                                  | موضوع                 |
| ---------------------------------------- | --------------------------------------------------- | --------------------- |
| ق‍ه‍رم‍ان دب‍ی‍رس‍ت‍ان ام‍ی‍رک‍ب‍ی‍ر                             | تربیت                                               | داستان بلند           |
| چ‍ال‍ش‌ه‍ای ام‍روز ج‍ام‍ع‍ه م‍ا: س‍ی‍ری در آف‍ات ان‍ق‍لاب اس‍لام‍ی ای‍ران | انتشارات پژوهشگاه فرهنگ و اندیشه اسلامی ۱۳۸۴ و ۱۳۸۸ | پژوهش سیاسی و اجتماعی |
| رنگ زندگی                                | سوره مهر ۱۳۸۵–۱۳۸۸                                  | داستان                |
| آخرین تصمیم                              | مدرسه ۱۳۹۱                                          | داستان                |
| آدم‌رب‍ای‍ان در س‍ی‍اه‍چ‍ال                           | ستاره درخشان ۱۳۷۶                                   | داستان                |
| خ‍ل‍ی‍ج م‍اه‍ی‌ه‍ا                                    | منادی تربیت ۱۳۸۰                                    | داستان                |
| دوب‍اره آف‍ت‍اب                                | منادی تربیت ۱۳۸۳                                    | مجموعه شعر            |
| راس‍ت‌ق‍ام‍ت‍ان                                   | شفا ۱۳۷۶                                            | داستان بلند           |
| زنگ نماز                                 | تربیت ۱۳۷۱–۱۳۷۸                                     | شعر کودکان            |
| تربیت سیاسی دانش آموزان                  | امور تربیتی ۱۳۷۳                                    | تعلیم و تربیت         |
| سفر به ایرانشهر                          | بنیاد فرهنگی مهدی موعود ۱۳۷۹                        | سرگذشت نامه           |
| سیدخندان                                 | انشارات مدرسه ۱۳۷۶–۱۳۸۱                             | داستان                |
| عقاب آسمانها                             | انجمن اولیا و مربیان ۱۳۷۷–۱۳۸۰                      | داستان                |
| ق‍ص‍ه گ‍ل س‍رن‍وش‍ت                                  | انجمن اولیا و مربیان ۱۳۷۷–۱۳۸۰                      | داستان                |
| ق‍طره‌ای از دری‍ا: آش‍ن‍ای‍ی ب‍ا س‍وره ح‍ج‍رات              | انجمن اولیا و مربیان ۱۳۷۶                           | پژوهش مذهبی           |
| گ‍رگ ش‍ک‍م‍پ‍اره                                   | مدرسه ۱۳۷۵                                          | شعر کودکان            |
| گ‍ل‍ش‍ن ت‍ک‍ب‍ی‍ر                                      | تربیت ۱۳۶۷                                          | شعر                   |
| م‍ن‍ش‍ور ت‍رب‍ی‍ت‍ی ل‍ق‍م‍ان                                 | انجمن اولیا و مربیان ۱۳۷۴–۱۳۸۱                      | تعلیم اسلامی          |
| منظومه عشق                               | وزارت آموزش و پرورش ۱۳۷۲–۱۳۷۵                       | پژوهش ادبی            |
| م‍ش‍ارک‍ت ن‍وج‍وان‍ان در خ‍ان‍ه، م‍درس‍ه و ج‍ام‍ع‍ه                | انجمن اولیا و مربیان ۱۳۸۶                           | تعلیم و تربیت         |